# Thibaut (évêque de Nevers)
Thibaut, ou Théobald, mort le 25 avril 1189, est un prélat français du XIIe siècle.

## Biographie
Thibaut est doyen de la cathédrale de Nevers, quand il devient évêque de Nevers en 1177.
Il assiste en mars 1179 au concile général de Latran. En 1185, Thibaut accorde à l'ordre des Chartreux, pour y fonder un monastère, le lieu d'Apponay, qui sera la Chartreuse Notre-Dame d'Apponay dans la paroisse de Rémilly, qui consistait en quelques terres, bois et étangs.
En 1187, il jette les fondements et consacre l'autel de l'église de Sainte-Vallière, au faubourg de Nevers, transférée dans l'église de Saint-Trohé. En 1188, Thibaut fait couvrir sa cathédrale de larges dalles en pierre.